# Йозеф Антон фон Валдбург-Волфег-Валдзее
Йозеф Антон Ксавер Евзебиус Мария Вунибалд фон Валдбург-Волфег-Валдзее (на немски: Joseph Anton Xaver Eusebius Maria Wunibald 1.Fürst von Waldburg zu Wolfegg in Waldsee; * 21 февруари 1766, Валзее; † 3 април 1833, Валзее) е имперски наследствен трушсес, фрайхер на Валдбург, граф на Валдбург-Валдзее (1791), Волфег (1798), 1. княз на Валдбург-Волфег-Валдзее (1803), наследствен член на Първа камера във Вюртемберг (25 септември 1819).

## Биография
Той е син (деветото дете) на фрайхер Гебхард Ксавер Йохан Йозеф Игнац Вилибалд Евзебиус фон Валдбург (1727 – 1791), граф на Волфег във Валдзее (1748 – 1790, отказва се), императорски кемерер, и съпругата му графиня Мария Клара фон Кьонигсег-Аулендорф (1733 – 1796), дъщеря на фрайхер и граф Карл Зайфрид Евзебиус Фердинанд фон Кьонигсег-Аулендорф (1695 – 1765) и графиня Мария Фридерика Розалия фон Йотинген-Шпилберг (1699 – 1759). Внук е на Максимилиан Мария фон Валдбург-Волфег-Валдзее (1684 – 1748), фрайхер на Валдбург, граф на Валдбург-Валдзее (1724 – 1748), императорски кемерер, и правнук на фрайхер и граф Йохан фон Валдбург-Волфег-Валдзее (1661 – 1724).
Йозеф Антон е издигнат на княз на Валдбург-Волфег-Валдзее на 21 март 1803 г. във Виена.
Той умира на 63 години на 28 юни 1796 г. във Валзее (днес Бад Валзе).

## Фамилия
Йозеф Антон фон Валдбург-Волфег-Валдзее се жени на 10 януари 1791 г. за графиня Мария Йозефа Кресценция Валбурга Катарина Аделхайдис Фугер фон Бабенхаузен (* 2 август 1770, Бабенхаузен; † 27 декември 1848, Валдзее), дъщеря на граф Анселм Викториан Фугер фон Кирхберг-Вайсенхорн (1729 – 1793) и имперската наследствена тушсеса фрайин и графиня Мария Валпургис Габриела Тереза Каролина Евсебия фон Валдбург-Волфег (1740 – 1796), дъщеря на граф Йозеф Франц Леодегар Антон Евузебиус фон Валдбург-Волфег (1704 – 1774) и алтграфиня Анна Мария Луиза Шарлота фон Залм-Райфершайт-Дик (1712 – 1760). Те имат 19 деца:
- Мария Валбурга Йозефа Терезия Каролина (* 6 декември 1791; † 5 юни 1853), омъжена на 26 август 1810 г. за княз и алтграф Франц Йозеф Август фон Залм-Райфершайт-Дик (1775 – 1826)
- Мария Каролина Клара Йозефа (* 30 декември 1792, Волфег; † 7 септември 1845, Констанц), омъжена във Валдзее на 22 април 1817 г. за фрайхер Йохан Непомук Ото Райхлин фон Мелдег (1771 – 1850)
- Мария Йозефа Каролина Августа Кресценция (* 22 юли 1794; † 27 ноември 1794)
- Карл Йохан Непомук Йозеф Гебхард Вунибалд (* 20 юни 1795; † 28 октомври 1795)
- Антон Гебхард Карл Йозеф (* 30 май 1796; † 3 август 1796)
- Гебхард Йозеф Карл Евзебиус (* 14 август 1797; † 30 ноември 1801)
- Антон Вунибалд Йозеф Карл Алойз Евзебиус (* 9 декември 1798; † 21 декември 1800)
- Мария Анна Бернардина Йозефа Евсебия (* 9 ноември 1799; † 30 декември 1856)
- Йозеф Георг (* 13 май 1801; † 20 юли 1801)

- Мария Терезия Йозефа (* 8 май 1802 – ?)
- Йозеф Антон Вилибалд (* 14 юли 1803; † 23 юли 1803)
- Мария Вилхелмина Йозефа Валбурга (* 22 август 1804; † 10 август 1873)
- Мария Юлия Алойсия Валбурга (* 14 октомври 1805 – ?)
- Матилда Фридерика Вилхелмина (*/† 10 май 1807)
- Фридрих Карл Йозеф (* 13 август 1808, Валдзее; † 22 април 1871, Волфег), 2. княз на Валдбург-Волфег-Валдзее, женен на 9 октомври 1832 г. в Аулендорф за графиня Елизабет фон Кьонигсег-Аулендорф (* 14 април 1812, Будапеща; † 29 май 1886, дворец Цайл)
- Август Фридрих Вилхелм Гебхард Вилибалд (* 29 август 1809; † 25 май 1835)
- Франц Йозеф Лудвиг Вилибалд Евзебиус (* 29 юли 1814; † 31 март 1842)
- Мария Сидония Антония Йозефа (* 7 октомври 1815; † 12 май 1879)
- Мария Катарина (*/† 25 април 18177)